# Dispreț

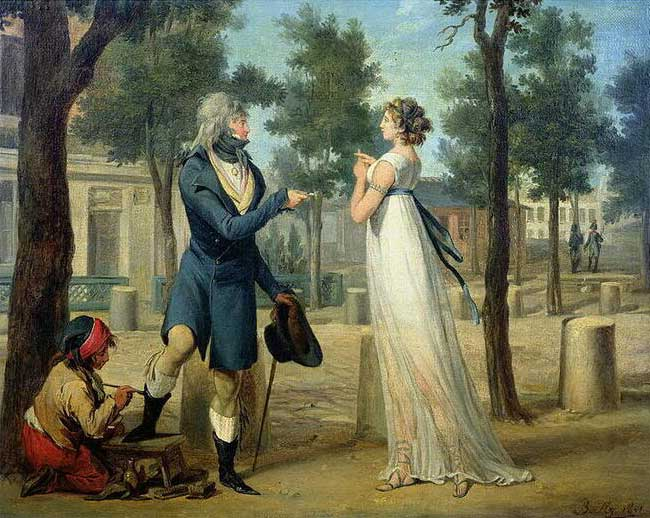
Un tablou de Louis Léopold Boilly (cca. 1797).
Femeia a fost considerată ca o prostituată (care privește cu dispreț moneda oferită de către gentlemanul ai cărui pantofi sunt lustruiți).

Disprețul, care nu este clasificat printre cele șase emoții de bază identificate de Paul Ekman: furia, dezgustul, frica, fericirea, tristețea și surpriza, este un amestec de dezgust și furie. Cuvântul își are originea în termenul italienesc disprezzo, diferit de termenul latin similar contemptus. 
Robert C. Solomon plasează disprețul pe același nivel cu resentimentul și furia și susține că diferențele între cele trei sunt următoarele: resentimentul este furia îndreptată către un individ cu un statut mai înalt, furia este îndreptată către un individ cu statut egal, iar disprețul este furia îndreptată către un individ cu un statut inferior.

## Context cultural

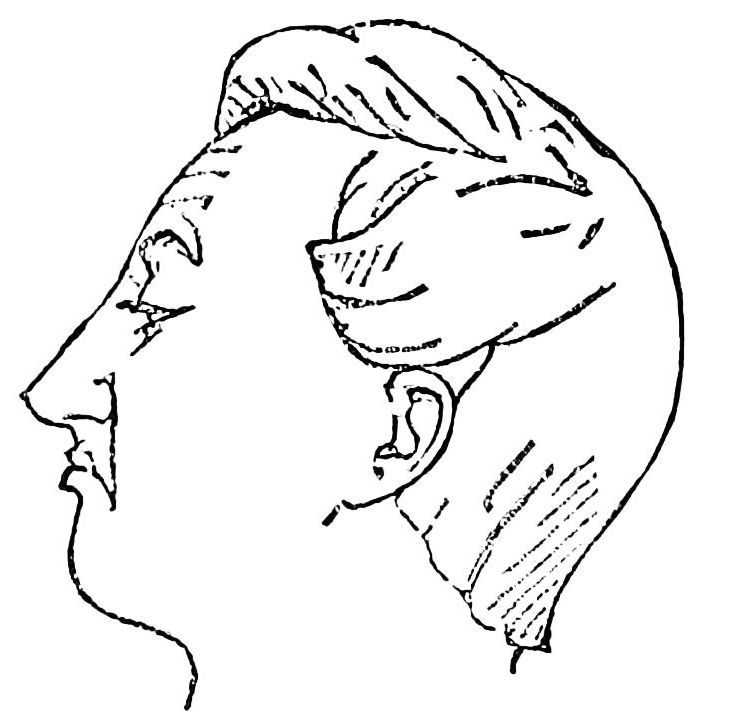
Expresie facială de dispreț

Ekman și Friesen (1986) au identificat o anumită expresie facială pe care observatorii din zece culturi diferite, atât occidentali, cât și neoccidentali, au fost de acord că semnifică disprețul. În acest studiu, cetățenilor din Sumatra de Vest, Indonezia, li s-au dat fotografii ale unor indivizi americani, japonezi și indonezieni. Capacitatea lor de a clasifica anumite expresii faciale ca dispreț diferit de emoțiile primare de furie, dezgust, fericire, tristețe, frică sau surpriză a arătat că, indiferent de culturi, disprețul este universal înțeles (cu un nivel de acord echivalent cu 75%). „O expresie în care colțul buzelor este strâns și coborât ușor pe o parte a feței (sau mult mai mult pe o parte decât pe cealaltă) semnala disprețul”. Acest studiu a arătat că disprețul, precum și expresia facială a disprețului, pot fi întâlnite în cadrul populațiilor occidentale și neoccidentale atunci când intră în contrast cu alte emoții primare.

## Caracteristici
Paul Ekman, un psiholog renumit, a identificat șase emoții care erau universal recunoscute: furia, dezgustul, frica, bucuria, tristețea și surpriza. Identificarea disprețului era mai puțin clară, deși existau cel puțin unele dovezi preliminare că această emoție și expresie sunt universal recunoscute.
În anii 1990 Ekman a propus o listă extinsă de emoții, care includea, de această dată, disprețul.